# 白瑜
白 瑜（はく ゆ、1554年 - 1623年）は、明代の官僚。字は紹明。本貫は永平府。

## 生涯
1595年（万暦23年）、進士に及第した。庶吉士に選ばれ、兵科給事中に任じられた。1601年（万暦29年）、万暦帝が朱常洛（後の泰昌帝）を皇太子に立て、孝定太后に貞寿端献の尊号が加えられると、白瑜は祖訓と先朝の故事を引いて時政の規範とするよう請願した。1602年（万暦30年）、北京で旱魃が起こり、陝西・河南でも黄河が涸れた。礼官が万暦帝に修省を請願すると、白瑜は鉱税の禍について上疏した。いずれも聞き入れられなかった。
諸官を歴任して工科都給事中に転じた。万暦帝が乾徳台に射場を設営すると、白瑜はこれに反対して強く諫めた。宦官の王朝と陳永寿を排斥するよう二度上疏したが、聞き入れられなかった。1603年（万暦31年）、白瑜は黄河の治水に関する上奏の一部の発言を問題視されて責められ、広西布政使の属吏として左遷された。病を理由に帰郷した。1620年（泰昌元年）、泰昌帝が即位すると、白瑜は光禄寺少卿として起用され、三度転任して太常寺卿となった。給事中の倪思輝・朱欽相や御史の王心一が直言のために左遷されると、白瑜は反論の上疏をおこなって救おうとした。
1622年（天啓2年）、白瑜は通政使から刑部右侍郎に任じられ、刑部尚書の事務を代行した。ときに鄭貴妃の兄の鄭国泰の子の鄭養性が皇帝の命を守って本籍地に帰り、留まって去ろうとしなかったことから、鄭養性の家奴の張応登が鄭養性は塞外と通じていると告発した。孝端顕皇后の弟の永寧伯王天瑞は鄭氏を憎んでいたため、弟の錦衣王天麟とともに鄭養性が反乱を計画していると弾劾した。白瑜は鄭養性が塞外と通じている事実はなく、誣告であるとして、都御史の趙南星や大理寺卿の陳于廷らとともに天啓帝に報告し、張応登を誣告の罪とし、鄭養性を遠方に住まわせるよう求めて裁可された。1623年（天啓3年）、白瑜は刑部左侍郎に進んだ。在官のまま死去した。享年は70。刑部尚書の位を追贈された。

## 子女
- 白養粋